# Vladimir Ušakov
Vladimir Petrovič Ušakov (in russo Владимир Петрович Ушаков?; Mariupol', 16 marzo 1982) è un pallanuotista kazako di ruolo difensore, in forza al club kazako dell'SK Astana di Almaty.

## Palmarès

### Club
- Campionato ucraino maschile: 1

Illichivets: ??